# Uropeltis liura
Uropeltis liura là một loài rắn trong họ Uropeltidae. Loài này được Günther mô tả khoa học đầu tiên năm 1875.